# Take It to the Limit
Take It to the Limit — второй альбом американской рок-группы Hinder, выпущен 4 ноября 2008 года. Альбом дебютировал на 4 месте в Billboard 200 и на 11 в Канадском чарте.

## Об альбоме
Работа над Take It to the Limit началась в январе 2008 года.
Первый сингл — «Use Me», был выпущен на радио 7 июля 2008 года, через неделю был официально доступен для скачивания в интернете. Занял #3 в Hot Mainstream Rock Tracksи #79 в Canadian Hot 100.
Второй сингл — «Without You», стал доступен для прослушивания на радио с 23 сентября 2008 года. Занял #82 в Billboard Hot 100 и #94 в Canadian Hot 100.
«Heaven Sent» исполнялась на концертах группы начиная с 2007 года.
«Up All Night», вышедший в январе 2009 года, стал третьим синглом с альбома. Занял #16 в Hot Mainstream Rock Tracks
Последний сингл, «Loaded and Alone», вышел на радио в июле 2009 года.

### Стилистика
По сравнению с дебютным альбомом группы, вышедшим в 2005 году, «Take It to the Limit» более тяжелый, так же замечено влияние глэм-метал-корней (одноимённая песня была записана с участием Микки Марса из Mötley Crüe. Несмотря на это, пост-гранжевое звучание осталось характерным для этой группы.

## Критика альбома
Критики отозвалась об альбоме в основном негативно. 49/100 баллов получил он от веб-сайта «Metacritic». Христианский раздел журнала Rolling Stone назвал вокал «пижонским и напыщенным». Allmusic оценила альбом в 1.5/5 баллов, охарактеризовав их стиль как «пафосный закос под глэм», так же отметив, что группе крайне не хватает воображения, так как многие их песни похожи на известные композиции других артистов.
Американский журнал «Entertainment Weekly» поставила низкую оценку C+, написав, что песням не хватает оригинальности и контрастности.

## Список композиций

### Оригинальная версия
1. «Use Me» — 3:49
2. «Loaded and Alone» — 4:06
3. «Last Kiss Goodbye»- 3:48
4. «Up All Night» — 3:33
5. «Without You» — 3:52
6. «Take It To The Limit» (feat. Mick Mars of Mötley Crüe) — 3:11
7. «The Best Is Yet To Come» — 3:22
8. «Heaven Sent» — 3:41
9. «Thing For You» — 3:59
10. «Lost In The Sun» — 3:52
11. «Far From Home» — 4:03

### Бонус-треки
- «Thunderstruck» (AC/DC cover) — 4:52
- «Live for Today» — 2:56
- «Running in the Rain» — 3:35
- «Heartless» — 3:38
- «One Night Stand» — 3:14

## Чарты
| Чарт                                | Позиция |
| ----------------------------------- | ------- |
| U.S. Billboard 200                  | 4       |
| U.S. Billboard Top Rock Albums      | 3       |
| U.S. Billboard Top Hard Rock Albums | 2       |
| Canadian Albums Chart               | 11      |
| Australian ARIA Albums Chart        | 44      |

## Участники записи
- Austin Winkler — вокал
- Joe «Blower» Garvey — электрогитара
- Mark King — электрогитара
- Mike Rodden — бас-гитара
- Cody Hanson — ударные